# Tiglieto
Tiglieto (ligurisch o Tilieto) ist eine italienische Gemeinde in der Metropolitanstadt Genua mit 451 Einwohnern (Stand 31. Dezember 2023).

## Geographie
Die Gemeinde liegt im Tal Orba im gebirgigen Hinterland der ligurischen Hauptstadt Genua. In unmittelbarer Nähe zu Tiglieto verlaufen die Provinzgrenzen von Savona und Alessandria. Das Bild der Gemeinde wird durch die Morphologie des Ligurischen Apennins bestimmt.
Zusammen mit drei weiteren Kommunen bildet Tiglieto die Berggemeinde Valli Stura e Orba und befindet sich außerdem mit seinem Territorium im Naturpark Beigua.

## Weblinks

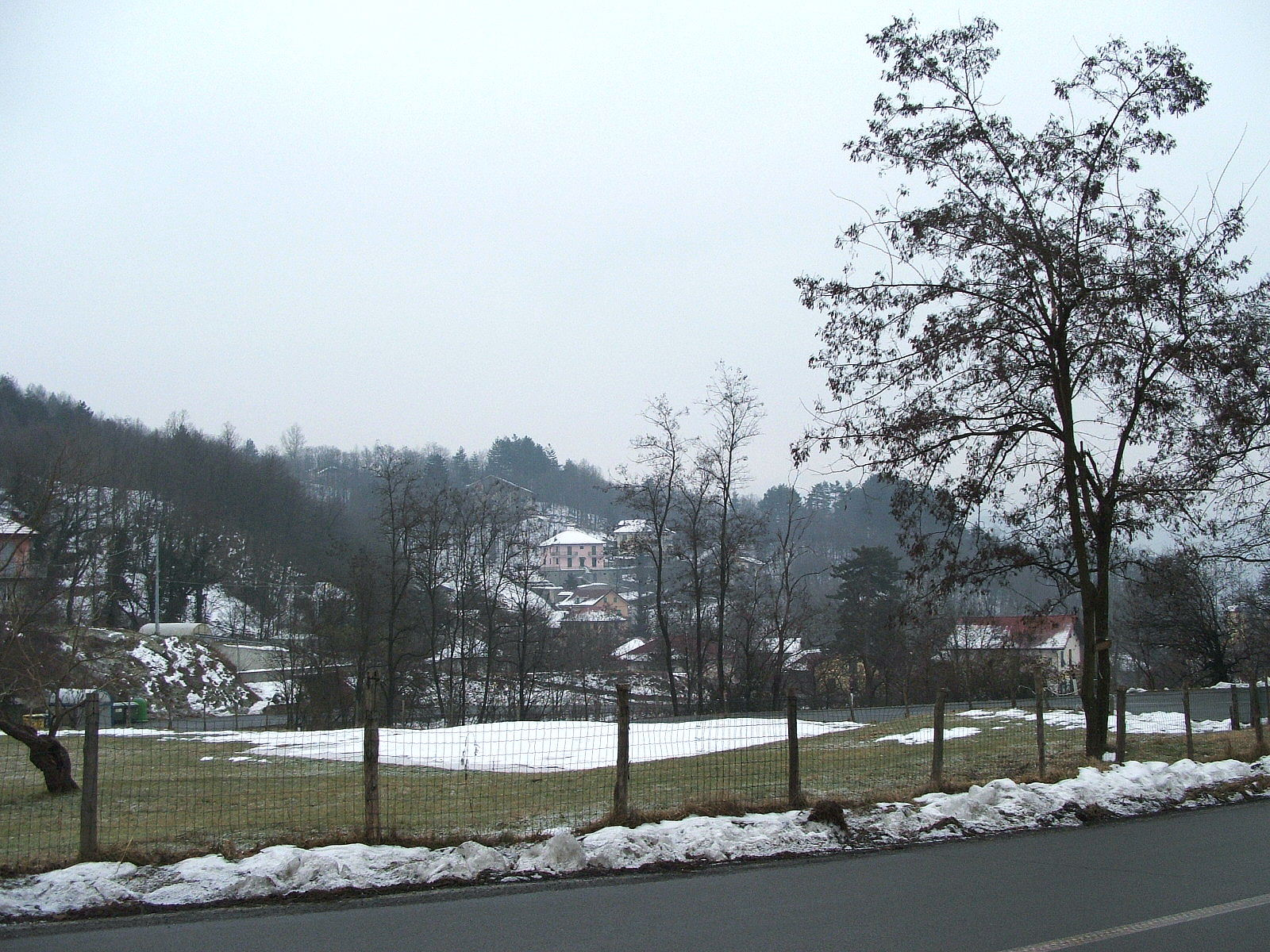
Panorama von Tiglieto (Januar 2006)
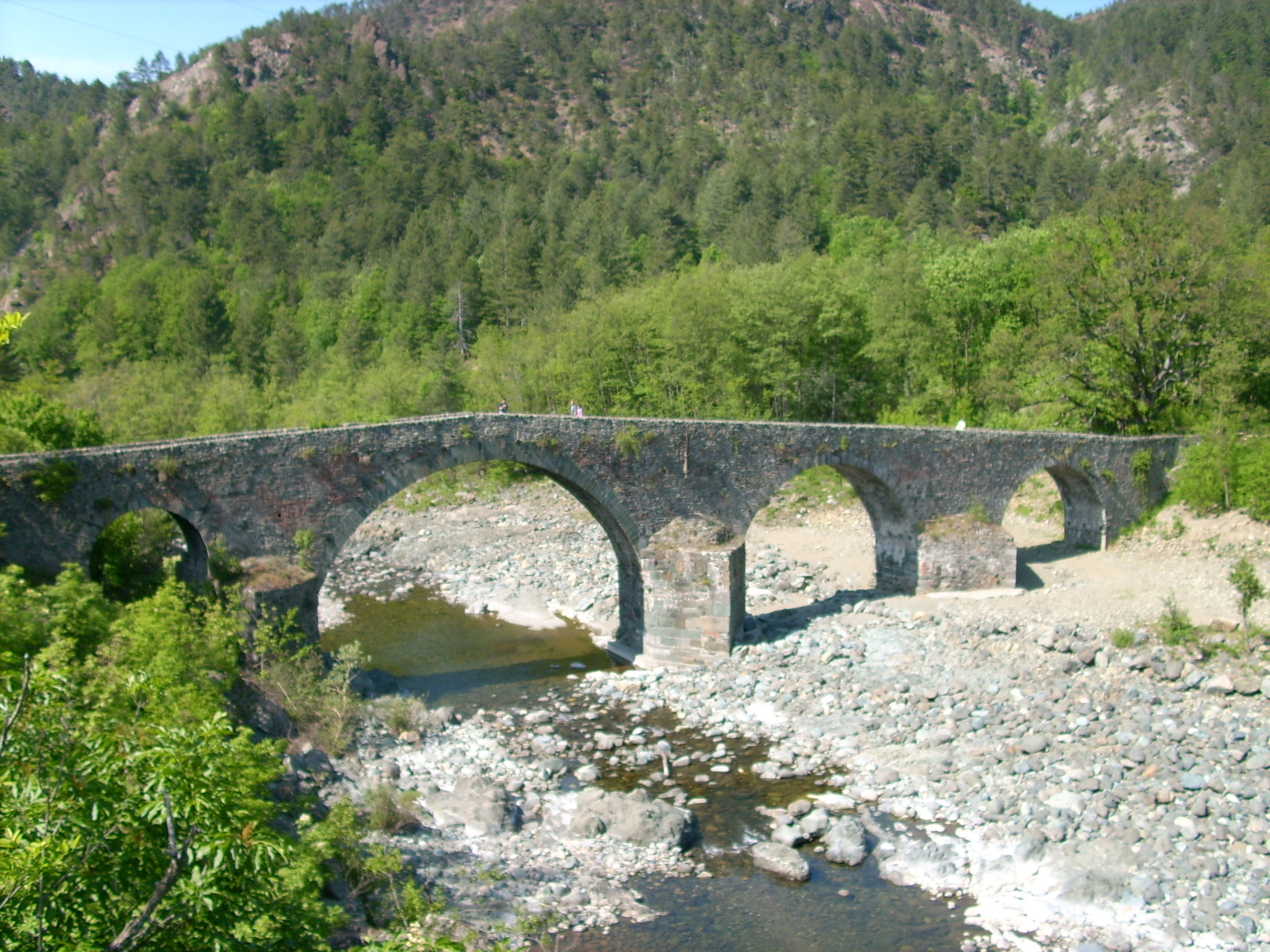
Brücke über den Fluss Orba (April 2007)